# Louis Capazza

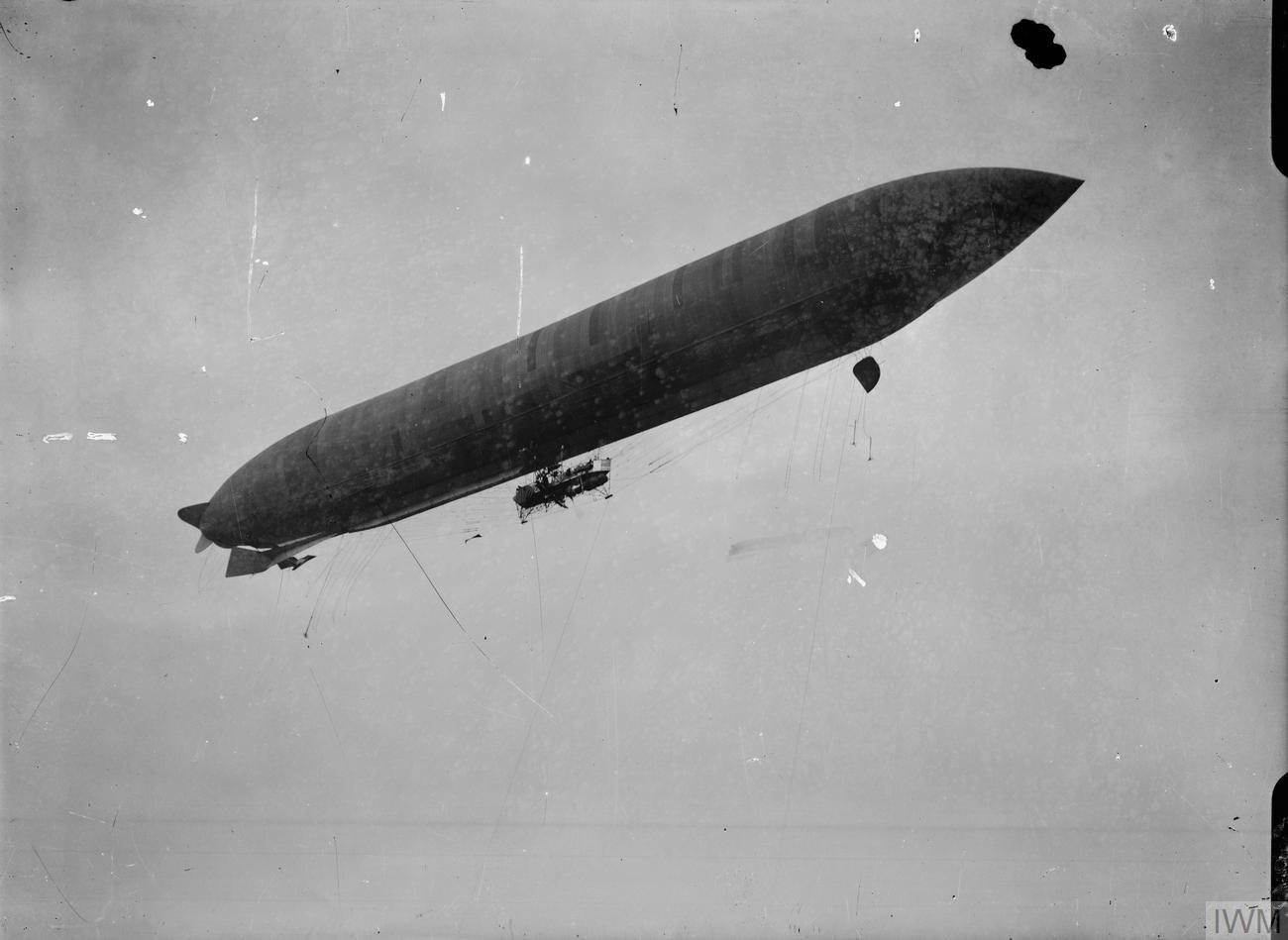
El dirigible "Lebaudy Morning Post"

Louis Henri Capazza (1862-1928) fue un navegante semi-profesional de globos aerostáticos francés. En 1899 realizó la primera travesía en globo entre Marsella y la isla de Córcega.
Ingeniero de formación, durante una etapa de su vida intervino como administrador en el África Colonial Francesa, especialmente en el Congo Francés y en Marruecos.

## Reseña biográfica
Capazza nació en Bastia, Córcega el 17 de enero de 1862. Vivió en Bélgica entre 1892 y 1898, cuando emigró a los Estados Unidos hasta aproximadamente 1920. Murió el 28 de diciembre de 1928 en París como consecuencia de una neumonía contraída en Adís Abeba, Etiopía.

## Globos aerostáticos
Su primer ascenso en globo se produjo el 14 de noviembre de 1886 sobre Bastia y Ajaccio a bordo su propio aerostato, el "Gabizos". Su primer vuelo en globo con descenso en paracaídas fue en 1892 sobre la localidad de Villette, en Francia; realizó más de 35 ascensos durante su vida. También fue piloto del dirigible "Lebaudy" en Francia.
Realizó numerosos vuelos en Gran Bretaña (1891-92) y en Francia (1893-94). Diseñó un dirigible con un globo de forma lenticular, e inventó un paracaídas con el que realizó dos saltos.
Durante un intento de vuelo de exhibición en agosto de 1892 en Welsh Arp, Inglaterra, el globo se salió de la red que lo sujetaba, y despegó sin él. La multitud presente se convirtió en una turba indignada que intentó matarle.
En un vuelo de 1892 utilizó un globo especial con un gran paracaídas sustituyendo a la red tradicional. Despegando desde la Planta Gasista de Villette, el balón fue deliberadamente desgarrado en vuelo, descendiendo en el paracaídas sin incidentes.
El 14 de noviembre de 1899 realizó una de las primeras travesías en globo en el Mediterráneo con el "Gabizos", acompañado de Alphonse Fondère, de 21 años. Partió de Marseille a las 04:30 y aterrizó cinco horas y media más tarde en Appietto, Córcega.
En un intento de vuelo el 7 de mayo de 1903, su globo se incendió cuando se estaba inflando.
Pilotó el dirigible Lebaudy Morning Post el 26 de octubre de 1910 en un vuelo postal regular entre Moissons y Farnborough.

## Carrera
Capazza originalmente había estudiado ingeniería en la universidad, y trabajó como superintendente de tráfico para los ferrocarriles franceses. En 1883, ingresó en el Servicio de Trabajos Geológicos para estudiar los problemas relacionados con la implantación de la red de ferrocarriles en Córcega.
A partir de 1886 trabajó con el explorador Pierre Savorgnan de Brazza, convirtiéndose en uno de sus mejores colaboradores, interviniendo en la fundación del Congo Francés. Perfeccionista en todos sus cometidos, realizó las más variadas tareas como explorador brioso, administrador de territorios, organizador de grandes empresas o bancos, y de compañías de ferrocarril mineras. También fue asesor financiero en Marruecos.
Fue nombrado sucesivamente miembro del Consejo del Banco Francés de África (entonces Consejo Superior de las Colonias) y administrador de la compañía Radio-Francia. Intervino incluso en asuntos diplomáticos, especialmente durante las tensiones franco-alemanas en Marruecos de 1911. Según François Berger, entonces secretario de la Comisión del Senado, desplegó en este asunto “sus grandes cualidades”. Sugirió el intercambio de un territorio del Congo-Medio por los derechos alemanes en Marruecos, origen del tratado que evitó la guerra.

## Honores
- Recibió la "Croix de Ghevalier" de manos del rey Leopoldo II de Bélgica por sus investigaciones para mejorar la seguridad de los globos.
- En 1925 fue galardonado con el Gran Premio de la ciudad de París, fue nombrado Oficial de la Legión de Honor, y vicepresidente de la Asociación Francesa de Navegación Aérea.

## Placas conmemorativas
Dos placas conmemoran su travesía en globo del Mar Mediterráneo:
- En Córcega, se inauguró un monumento el 28 de octubre de 1928 con el collar de San Bastiano, en presencia de Mr. Landry, presidente del Consejo General.

- En Marsella, en el borde de la explanada de Saint Michel, una inscripción, obra del escultor Botinelly y del arquitecto de la casa , Manor, fue dedicada a la gloria de los dos viajeros por el Ministerio del Aire, el Consejo General del Delta del Ródano, el Aero-Club de Francia y los municipios de Ajaccio, Bastia y Marsella (6 de noviembre de 1930).